# Локачинская поселковая община
Локачинская поселковая община (укр. Локачинська селищна громада) — территориальная община во Владимирском районе Волынской области Украины.
Административный центр — посёлок Локачи.
Население составляет 15646 человек. Площадь — 350 км².
В соответствии с распоряжением Кабинета Министров Украины от 12 июня 2020 года, в состав общины вошла территория Локачиинского поселкового совета, а также Белопольского, Бубновского, Дорогиничевского, Замличевского, Заячицевского, Козловского, Колпытовского, Конюховского, Крухиничевского, Марковичевского, Приветненского и Старозагоровского сельских советов упразднённого Локачинского района.

## Населённые пункты
В состав общины входят 1 посёлок и 27 сёл:
- Посёлок Локачи
- Бубновский старостинский округ:
  - Бубнов
  - Корытница
  - Линев
- Заставненский старостинский округ:
  - Бермешев
  - Дорогиничи
  - Залужное
  - Замличи
  - Пятикоры
- Козловский старостинский округ:
  - Заячицы
  - Козлов
  - Кремеш
  - Роговичи
  - Твориничи
  - Цевеличи
- Конюховский старостинский округ:
  - Белополь
  - Защитов
  - Конюхи
  - Куты
- Крухиничевский старостинский округ:
  - Крухиничи
  - Марковичи
  - Межгорье
- Приветненский старостинский округ:
  - Колпытов
  - Приветное
- Старозагоровский старостинский округ:
  - Новый Загоров
  - Низкие Цевеличи
  - Старый Загоров
  - Хорев